# Kraienkopp

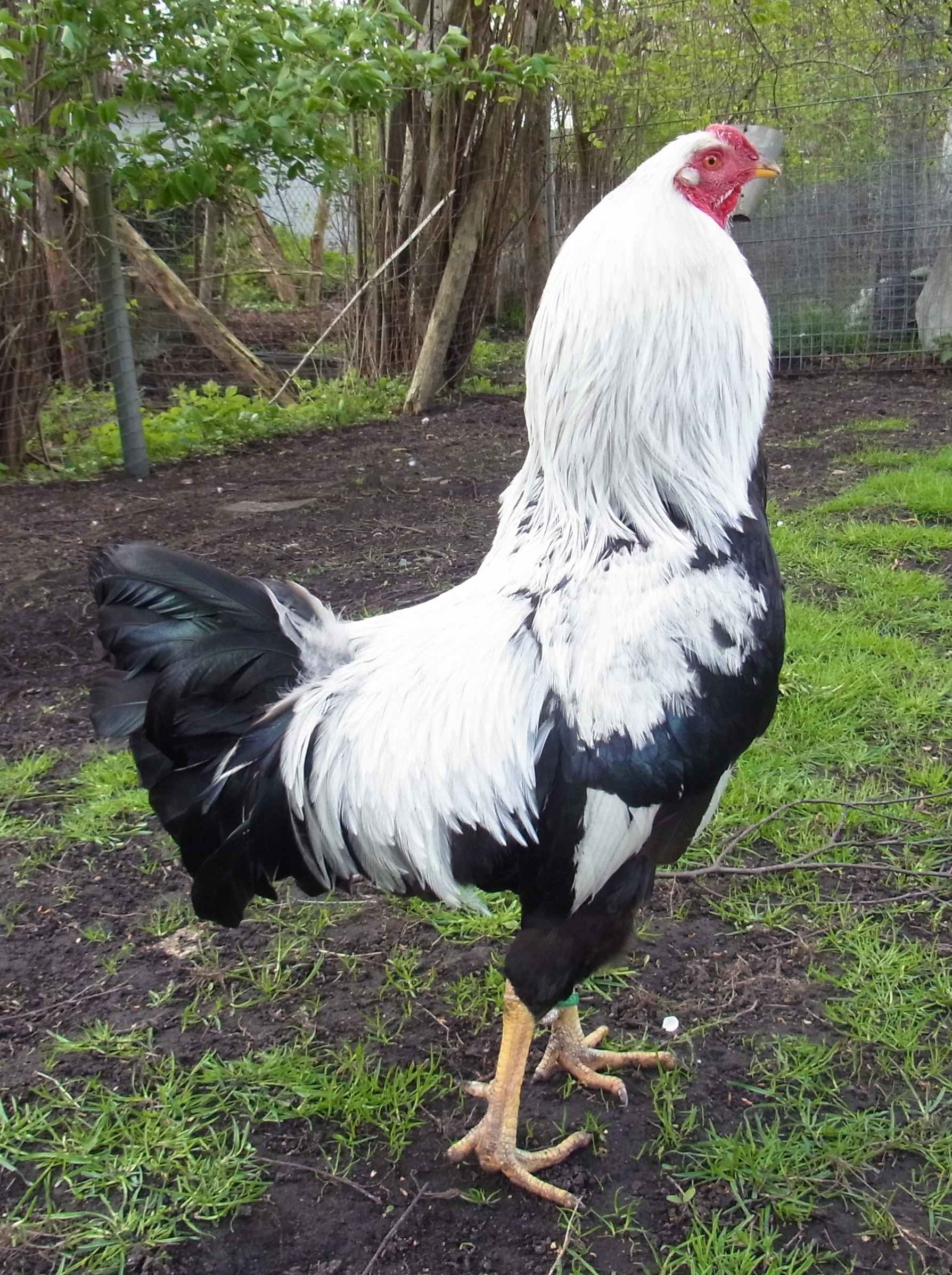
Silberhalsiger Kraienkopp (Hahn)

Der Kraienkopp ist ein Rassehuhn mit definierten Standards. Kraienköppe zählen nicht zu den Kampfhühnern, sind aber nahe mit ihnen verwandt. Sie wirken eher wie eine Mischung aus Italiener und Landhühnern mit einem Kämpfereinschlag. Es existiert auch eine Zwergform, der Zwerg-Kraienkopp.

## Verwirrende Namensgebung
Auf Niederländisch heißt die Rasse Kraienkopp „Twents hoen“. Die niederländische Hühnerrasse „Kraaikop“ dagegen heißt auf Deutsch „Breda“.

## Geschichte der Rasse und des Sondervereins
Der Beginn der Zucht dieser Rasse liegt im deutsch-niederländischen Grenzgebiet in der Provinz Twente. Um Enschede, Ahaus und die Grafschaft Bentheim, wo auch heute noch die meisten Zuchten zu finden sind, entstand die Rasse beiderseits der Grenze. Die Erzüchtung trieben in den Niederlanden insbesondere die Gebrüder Lazonder zwischen 1880 und 1890 voran und stellten die Rasse dort erstmals 1885 aus. Man gab ihnen dort den Namen Twentse Grijze. In Deutschland konnte sich dieser Name nicht durchsetzen, hierzulande werden sie seitdem als Kraienköppe bzw. Zwerg-Kraienköppe benannt.
Die Ausgangsrassen zur Erzüchtung der Kraienköppe stellten: Malaie, Belgischer Kämpfer, Italiener und verschiedene Niederländische Landhühner.
In Deutschland wurden sie erstmals auf einer größeren Schau, der „Deutschen Junggeflügelschau“ in Hannover im Jahre 1925 ausgestellt. Die neue Rasse fand die allgemeine Anerkennung durch die Rassegeflügelzüchter, und die Tiere wurden nun auf allen führenden Geflügelschauen in Deutschland gezeigt. Im Jahre 1926 erfolgte die Aufnahme der Rasse in den „Deutschen Rassegeflügelstandard“. Daraufhin wurde der Sonderverein der Kraienköppe im Jahre 1932 in Essen gegründet. Aufgrund des Zweiten Weltkriegs kam das Vereinsleben fast zum Erliegen.
Nach Kriegsende trafen sich am 28. November 1948 die Kraienköppezüchter im Westen Deutschlands auf der Landesgeflügelschau in Düsseldorf und erweckten den Sonderverein zu neuem Leben. Auch in der DDR begannen die Rassegeflügelzüchter sich zu organisieren. Am 11. Dezember 1949 wurde in Erfurt die Spezialzuchtgemeinschaft der Kraienköppe und Zwerg-Kraienköppe gegründet.
Als 1990 die Wiedervereinigung Deutschlands erfolgte, vereinigten sich auch die Organisationen der Rassegeflügelzüchter. Die Kraienkoppzüchter aus den neuen Bundesländern gründeten eine Gruppe Mitte und traten 1990 dem Sonderverein bei.
Auf der Europaschau 2012 in Leipzig standen erstmals große Kraienköppe in weiß-goldhalsig (rotgesattelt) zur Anerkennung. Diese Tiere erhielten eine hervorragende Bewertung durch den Bundeszuchtausschuss und wurden ebenfalls bei der ersten Vorstellung anerkannt.

## Eigenschaften, Bestand, Farbschläge
Kraienköppe habe eine kräftige Statur mit reichhaltigem Schwanzgefieder und einer markanten breiten Schulterung. Besonders die Hähne verfügen über ein üppiges Halsgefieder und einen ausgeprägten charakteristischen Nacken. Die roten Ohrlappen und die Kehllappen sind nur wenig entwickelt und der Kamm besteht aus einem kleinen Wulst in Form einer länglichen Erdbeere. Bei den Hennen ist der Kamm flach und die kleinen Kehllappen sind kaum sichtbar. Die Tiere sind daher sehr winterhart, haben eine sehr gute Legeleistung und legen selbst bei stärkstem Frost noch eine ausreichende Menge an Eiern. Die Tiere sind sehr frohwüchsig und widerstandsfähig. In Deutschland sind die Kraienköppe in den Farbenschlägen silberhalsig, goldhalsig, orangehalsig, blaugoldhalsig und rotgesattelt zugelassen. Kraienköppe gelten als eine pflegeleichte Geflügelrasse mit einem sehr guten wirtschaftlichen Nutzen.
Hähne des Standards wiegen 2,5 bis 3 kg, Hennen 1,75 bis 2,5 kg. Die Legeleistung im ersten Jahr beträgt etwa 200 Eier. Das Bruteier-Mindestgewicht liegt bei 55 g.
Kraienköppe gelten als Hühnerrasse mit Verbreitung unter Rassegeflügelzüchtern weit über ihr angestammtes Zuchtgebiet hinaus.